# AMPL (конференция)
AMPL (аббревиатура от англ. Atomic and Molecular Pulsed Lasers — Импульсные лазеры на переходах атомов и молекул) — международная научная конференция по импульсным лазерам и их применениям.
В тематику конференции входят следующие вопросы: физические процессы в газовых лазерах, включая лазеры на эксимерных молекулах, лазеры на парах металлов, плазменные лазеры, фемтосекундные лазеры; лазеры на красителях и фотопроцессы в сложных органических молекулах, фотоника оптических материалов; некогерентные источники УФ и ВУФ излучения; диффузные разряды, инициируемые убегающими электронами; преобразование лазерного излучения; оптоэлектронные устройства; лазерные системы и новые лазерно-оптические технологии; применения лазеров в экологии, медицине, промышленности, борьбе с терроризмом, научных исследованиях, других областях науки и техники, обсуждение проблем создания приборов на их основе. Особенностью Конференции является включение в программу смежных вопросов, например, результатов исследований импульсных не лазерных источников УФ-излучения, нетрадиционные методы разделения изотопов, оптоакустические приёмники и т. д.
Первая конференция AMPL прошла в Томске в 1992 году, а с 1995 года конференция стала периодической и проходит раз в два года. Основными организаторами конференции являются Российская академия наук, Российское отделение SPIE (до 2005 года), институты РАН и государственные университеты
- Институт оптики атмосферы СО РАН (ИОА СО РАН),
- Институт сильноточной электроники СО РАН (ИСЭ СО РАН),
- Институт мониторинга климатических и экологических систем СО РАН (ИМКЭС СО РАН),
- Томский государственный университет (ТГУ),
- Томский политехнический университет (ТПУ),
- Сибирский физико-технический институт (СФТИ),
- Физический институт РАН (ФИАН),
- Институт общей физики РАН (ИОФАН),
- Российский государственный университет инновационных технологий и предпринимательства (РГУИТП) — в 2001, 2003, 2005 и 2007 годах.